# ويليام سميث (ربان السفينة)
ويليام سميث (بالإنجليزية: William Smith)‏ هو ربان السفينة أمريكي، ولد في 14 نوفمبر 1768 في Flowerdew Hundred Plantation ‏ في الولايات المتحدة، وتوفي في 5 مايو 1846 في سونوما في الولايات المتحدة.